# Banjšice
Banjšice – wieś w Słowenii, w gminie miejskiej Nova Gorica. W 2018 roku liczyła 231 mieszkańców. 